# The Wasp (film 1911)
The Wasp è un cortometraggio muto del 1911 diretto da George Melford. Il film fu prodotto dalla Kalem Company e aveva come interpreti Carlyle Blackwell e Alice Joyce.

## Trama
Trama e critica su Stanford.edu

## Produzione
Prodotto dalla Kalem Company

## Distribuzione
Distribuito dalla General Film Company, il film - un cortometraggio in una bobina - uscì nelle sale statunitensi il 14 agosto 1911.